# Kúsky
Kúsky (německy Kusek) jsou malá vesnice, část města Velké Meziříčí v okrese Žďár nad Sázavou. Nachází se asi 4,5 km na východ od Velkého Meziříčí. V roce 2009 zde bylo evidováno 27 adres. V roce 2001 zde trvale žilo 63 obyvatel.
Kúsky je také název katastrálního území o rozloze 1,37 km2.